# Orgilus rufigaster
Orgilus rufigaster är en stekelart som beskrevs av Vladimir Ivanovich Tobias 1964. Orgilus rufigaster ingår i släktet Orgilus och familjen bracksteklar. Inga underarter finns listade i Catalogue of Life.